# Marty Murray (Eishockeyspieler)
Marty Murray (* 16. Februar 1975 in Deloraine, Manitoba) ist ein ehemaliger kanadischer Eishockeyspieler und derzeitiger -trainer, der während seiner aktiven Laufbahn unter anderem für die Calgary Flames, Philadelphia Flyers, Carolina Hurricanes und Los Angeles Kings in der National Hockey League gespielt hat.

## Karriere
Seine Juniorenzeit verbrachte Marty Murray bei den Brandon Wheat Kings in der Western Hockey League. Marty war dort der Topscorer in einem sehr starken Team, in dem beispielsweise auch Wade Redden und Bryan McCabe spielten. Im NHL Entry Draft 1993 wurde er von den Calgary Flames in der vierten Runde als 96. ausgewählt.
Seine ersten drei Jahre in Calgary verliefen nicht sonderlich erfolgreich und er spielte meistens beim Farmteam der Flames in St. John. 19 Spiele bestritt er für Calgary. Marty wechselte nach Europa und spielte ein Jahr beim Villacher SV in der Österreichischen Bundesliga. In der folgenden Saison wechselte er in die DEL zu den Kölner Haien. Nachdem er bei beiden Stationen in Europa wieder Topscorer war, kehrte er nach Calgary zurück, wurde aber wieder meist in St. John eingesetzt. 2001 wechselte er zu den Philadelphia Flyers. Dort konnte er sich zwei Jahre einen Platz in der Stammformation erkämpfen. Zur Saison 2003/04 wechselte er zu den Carolina Hurricanes, war dort aber nicht sonderlich erfolgreich.
Nach dem NHL-Lockout kurierte Marty seine Knieverletzung aus. In der Saison 2005/06 spielte er in der DEL für die Hannover Scorpions, mit denen er das Halbfinale erreichte. Dabei erzielte er in 24 Spielen sieben Tore und gab 15 Vorlagen.
Marty bekam im Juni 2006 ein Angebot von den Philadelphia Flyers aus der NHL, das er auch annahm. Marty kehrt den Hannover Scorpions nach nur einem Jahr den Rücken, um es noch einmal in der besten Liga der Welt zu probieren. Laut Murrays Aussagen wollte er unbedingt noch einmal für die Flyers auf Punktejagd gehen.
Allerdings kam er nur im Farmteam der Flyers, den Philadelphia Phantoms, unter und erhielt im November 2006 die Freigabe, woraufhin die Los Angeles Kings die Gelegenheit nutzten, ihn zu verpflichten. Nach 19 Spielen mit den Kings wurde er zu deren Farmteam, den Manchester Monarchs, in die AHL geschickt.
Zur Saison 2007/08 wechselte Murray in die Schweiz zum HC Lugano. Dort erzielte er in 49 Spielen sieben Tore und gab 25 Vorlagen. Nach nur einem Jahr zog es den Kanadier wieder nach Amerika, um erneut bei den Manchester Monarchs auf Torejagd zu gehen. In 76 Einsätzen brachte er es auf 54 Scorerpunkte, davon 15 Tore. Zur Saison 2009/10 zog es ihn nach Kanada zu den Manitoba Moose, wo er 59 Spiele bestritt und 30 Scorerpunkte sammelte. Nach nur einem Jahr bei den Moose zog es ihn zu den Milwaukee Admirals, bei denen der Stürmer im Sommer 2010 seine aktive Laufbahn beendete. Zur Saison 2011/12 wurde Murray als Cheftrainer der Minot Minotauros, eine Mannschaft der North American Hockey League, tätig.

## Erfolge und Auszeichnungen
| - 1994 WHL East First All-Star Team - 1994 CHL Second All-Star Team - 1995 WHL East First All-Star Team - 1995 Four Broncos Memorial Trophy | - 1996 AHL All-Star Classic - 1997 AHL All-Star Classic - 1999 Österreichischer Meister mit dem EC VSV - 2001 Calder-Cup-Gewinn mit den Saint John Flames |

### International
| - 1994 Goldmedaille bei der Junioren-Weltmeisterschaft - 1995 Goldmedaille bei der Junioren-Weltmeisterschaft - 1995 Bester Stürmer der Junioren-Weltmeisterschaft | - 1995 Bester Scorer der Junioren-Weltmeisterschaft (gemeinsam mit Jason Allison) - 1995 All-Star-Team der Junioren-Weltmeisterschaft |

## Karrierestatistik

### International
Vertrat Kanada bei:
- U20-Junioren-Weltmeisterschaft 1994
- U20-Junioren-Weltmeisterschaft 1995

(Legende zur Spielerstatistik: Sp oder GP = absolvierte Spiele; T oder G = erzielte Tore; V oder A = erzielte Assists; Pkt oder Pts = erzielte Scorerpunkte; SM oder PIM = erhaltene Strafminuten; +/− = Plus/Minus-Bilanz; PP = erzielte Überzahltore; SH = erzielte Unterzahltore; GW = erzielte Siegtore; 1 Play-downs/Relegation; Kursiv: Statistik nicht vollständig)